# Vodafone España

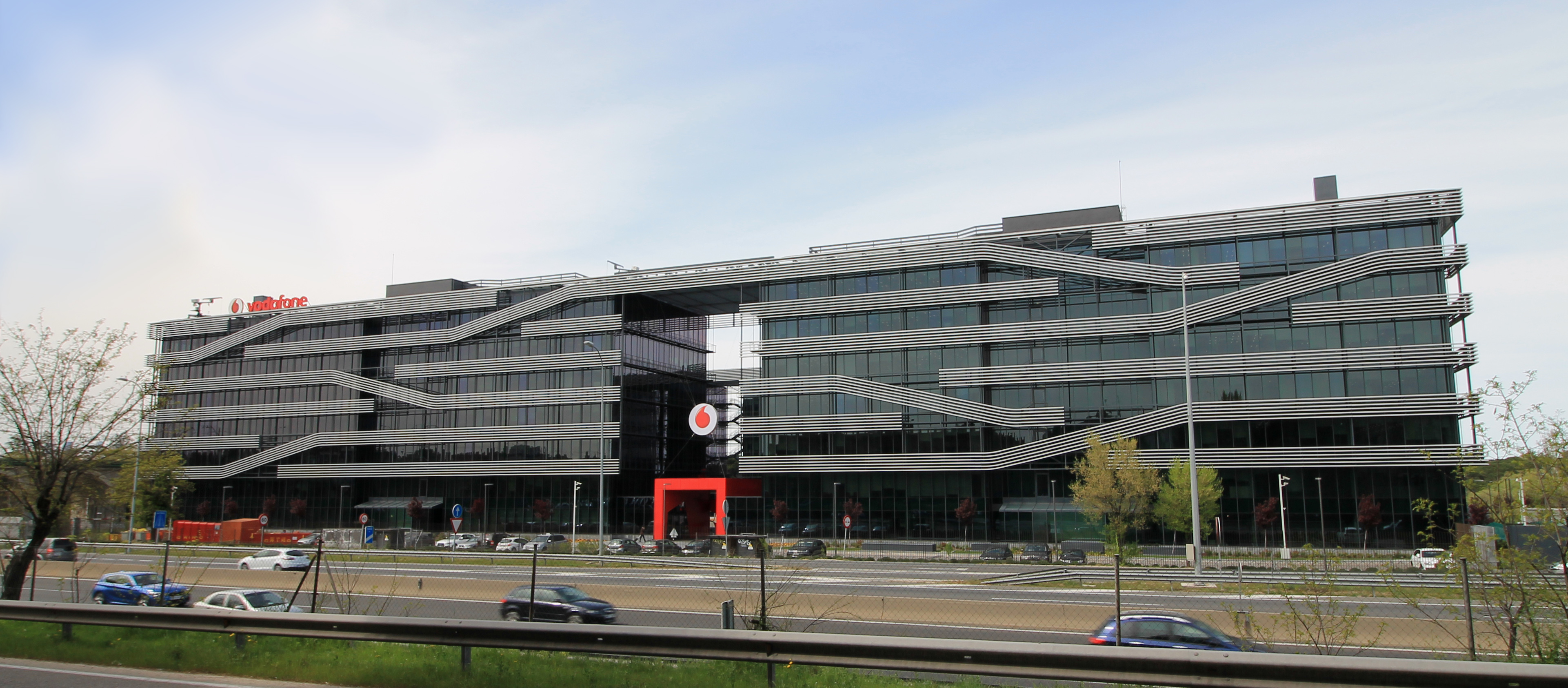
Vodafone España, Madryt.

Vodafone España – hiszpański operator telefonii komórkowej, będący częścią międzynarodowej sieci Zegona Communications. Przed połączeniem z Vodafone, firma działała pod nazwą Airtel, a w trakcie fuzji – Airtel-Vodafone. Siedziba firmy znajduje się w Alcobenas, w okolicach Madrytu.